# Jacques Roche
Pour les articles homonymes, voir Jacques Roche (homonymie).
 (février 2020).
Si vous disposez d'ouvrages ou d'articles de référence ou si vous connaissez des sites web de qualité traitant du thème abordé ici, merci de compléter l'article en donnant les références utiles à sa vérifiabilité et en les liant à la section « Notes et références ».
Jacques Roche était un journaliste et poète d'Haïti, né en 1961 à Cavaillon (Haïti). Il a été enlevé le 10 juillet 2005 et retrouvé mort le 14 juillet 2005. La police affirme qu'il a été torturé et tué.
Chroniqueur littéraire, journaliste, poète créole et chef de la rubrique culture du quotidien Le Matin, Jacques Roche avait été enlevé le 10 juillet 2005 alors qu'il circulait en voiture dans le quartier Nazon à Port-au-Prince. Les ravisseurs avaient exigé, sous peine de le tuer, la somme de 250 000 dollars, avant d'accepter de revoir la rançon à la baisse. Le 14 juillet suivant, le journaliste avait été retrouvé mort dans la matinée quelque sept (7) jours avant son anniversaire de naissance à Delmas 4 (no man's club), le corps ensanglanté et menotté à une chaise, torse nu, bras cassés et couvert de marques de torture et de traces de balles. Des sacrifices ont été consentis pour sauver la vie du diseur haïtien mais vainement, il s'est éteint à l'âge de 44 ans.